# Tublje pri Komnu
Tublje pri Komnu este o localitate din comuna Sežana, Slovenia, cu o populație de 44 de locuitori.